# Johan George I van Anhalt-Dessau
Johan George I van Anhalt-Dessau (Harzgerode, 9 mei 1567 - Dessau, 24 mei 1618) was van 1586 tot 1603 vorst van Anhalt en van 1603 tot aan zijn dood vorst van Anhalt-Dessau. Hij behoorde tot het huis Ascaniërs. 

## Levensloop
Johan George I was de oudste zoon van vorst Joachim Ernst van Anhalt en diens eerste echtgenote Agnes van Barby, dochter van graaf Wolfgang I van Barby. 
Na de dood van zijn vader in 1586 erfde hij samen met zijn jongere broer Christiaan I en zijn vijf halfbroers Bernhard, August, Rudolf, Johan Ernst en Lodewijk I het vorstendom Anhalt. Omdat hun vijf halfbroers nog minderjarig waren, fungeerden Johan George en Christiaan als regenten. In 1603 verdeelden Johan George, Christiaan en hun nog levende halfbroers August, Rudolf en Lodewijk I het vorstendom Anhalt, waarbij Johan George het vorstendom Anhalt-Dessau kreeg toegewezen. Ook het senioraat van de familie werd aan hem toegewezen. Als vorst van Anhalt-Dessau voerde hij de Reformatie verder door in zijn domeinen.
Op 26 augustus 1617 stichtte hij samen met zijn halfbroer Lodewijk I van Anhalt-Köthen het Vruchtdragende Gezelschap. Hij kreeg als gezelschapsnaam de Welriekende toegewezen met als motto met zoet vermengd. Als embleem werd hem het lelietje-van-dalen gegeven. Johan George gold als een op vele gebieden belezen vorst, voornamelijk in de astronomie en de astrologie. Hij bezat een merkwaardige bibliotheek met meer dan 3.000 werken.
In mei 1618 stierf Johan George op 51-jarige leeftijd. Zijn zoon Johan Casimir volgde hem op als vorst van Anhalt-Dessau.

## Huwelijken en nakomelingen
Op 22 februari 1588 huwde hij met zijn eerste echtgenote Dorothea (1561-1594), dochter van graaf Johan Albrecht VI van Mansfeld-Arnstein. Ze kregen vijf kinderen:
- Sophie Elisabeth (1589-1622), huwde in 1614 met hertog George Rudolf van Liegnitz
- Agnes Magdalena (1590-1626), huwde in 1617 met erfprins Otto van Hessen-Kassel
- Anna Maria (1591-1637)
- Joachim Ernst (1592-1615), erfprins van Anhalt-Dessau
- Christiaan (1594-1594)

Op 31 augustus 1595 huwde Johan George met zijn tweede echtgenote Dorothea (1581-1631), dochter van vorst Johan Casimir van Palts-Lautern. Ze kregen elf kinderen:
- Johan Casimir (1596-1660), vorst van Anhalt-Dessau
- Anna Elisabeth (1598-1660), huwde in 1617 met vorst Willem Hendrik van Bentheim-Steinfurt
- Frederik Maurits (1600-1610)
- Eleonore Dorothea (1602-1664), huwde in 1625 met hertog Willem van Saksen-Weimar
- Sybille Christine (1603-1686), huwde eerst in 1626 met graaf Filips Maurits van Hanau-Münzenberg en daarna in 1647 met graaf Frederik Casimir van Hanau-Lichtenberg
- Hendrik Waldemar (1604-1606)
- Georg Aribert (1606-1643)
- Kunigunde Juliana (1608-1683), huwde in 1634 met landgraaf Herman IV van Hessen-Rotenburg
- Susanna Margaretha (1610-1663), huwde in 1651 met graaf Johan Filips van Hanau-Lichtenberg
- Johanna Dorothea (1612-1695), huwde in 1636 met vorst Maurits van Bentheim-Tecklenburg
- Eva Catharina (1613-1679)